# Tecomanthe
Tecomanthe, biljni rod iz porodice katalpovki smješten u tribus Tecomeae Sastoji se od 6 vrsta lijana rasprostranjenih od Moluka do Queenslanda i Novog Zelanda. Tipična vrsta je Tecomanthe bureavii Baill., sinonim za Tecomanthe dendrophila.

## Opis
Rod su suptropskih i tropskih lijana atraktivnih cvjetova poput trube i sjajnih listova. Tecomanthe, kao što ime govori, blisko je povezana s južnoameričkim rodom Tecoma i južnoafričkom Tecomaria capensis. Oblik cvijeta je sličan, ali je raskošniji, veći i upečatljiviji kod Tecomanthe.

## Vrste
1. Tecomanthe burungu Zich & A.J.Ford
2. Tecomanthe dendrophila (Blume) K.Schum.
3. Tecomanthe hillii (F.Muell.) Steenis
4. Tecomanthe speciosa W.R.B.Oliv.
5. Tecomanthe ternatensis Steenis
6. Tecomanthe volubilis Gibbs

## Sinonimi
- Dendrophila Zipp. ex Blume; Rumphia 4: 34 (1849)
- Campana Post & Kuntze; Lex. Gen. Phan.: 95 (1904), nom. inval.